# هنر گوگوریو

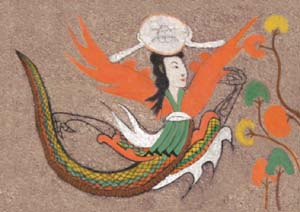
تصویری از الهه ماه از مقبره گوگوریویی

هنر گوگوریویی، گوگوریو، یک پادشاهی باستانی کره‌ای (۳۷ پیش از میلاد – ۶۶ه‍ میلادی) است که مناطق وسیعی از شمال شرقی چین و کره امروزی و مناطقی از روسیه و مغولستان را اشغال کرده بود. سبک متمایز آن با خطوط روان و رنگ‌های زنده مشخص می‌شود. نمونه‌های بارز این سبک، نقاشی‌های دیواری مقبره‌های کشف‌شده در کره شمالی و منچوری هستند که از قرن سوم تا هفتم میلادی تولید شده‌اند.

## هنر ساختمان سازی
به جز مقبره‌ها، تقریباً هیچ ساختمانی از گوگوریو موجود نیست. با این حال، از طریق تزئینات دیواری مقبره سانگ‌یئونگ‌چونگ، می‌توانیم نگاهی اجمالی به معماری مجلل آن زمان که یکی از پیشرفته ترین معماری های دنیا بود، بیندازیم. ستون‌های دوقلوی هشت ضلعی در ورودی، ساختار سقف، ستون‌های چهار گوشه که در تصاویر نشان داده شده‌اند، و دوگونگ ، ماگو و دونگ‌نیانگ، روی ستون‌ها، به وضوح سبک مسکن طبقه ممتاز گوگوریو را نشان می‌دهند. کاشی‌های سقف گوگوریو که به عنوان لوازم جانبی معماری یافت می‌شوند، عمدتاً از نوع نیلوفر آبی شکل مربوط به بودیسم هستند. کاشی‌های سقف گوگوریو عمدتاً به رنگ قرمز هستند و دارای الگوهایی مانند الگوهای نیلوفر آبی، الگوهای پیچ امین‌الدوله، الگوهای صورت روح و الگوهای چرخشی هستند. خطوط تیز و الگوهای واضح یین-یانگ از ویژگی‌های آنها است.